# Krężno
Krężno [pronunciación en polaco: /ˈkrɛ̃ʐnɔ/] ( en alemán: Kesselsee) es un pueblo ubicado en el distrito administrativo de Gmina Kalisz Pomorski, dentro del condado de Drawsko, Voivodato de Pomerania Occidental, en el noroeste de Polonia. Se encuentra a unos 6 kilómetros al noreste de Kalisz Pomorski, a 28 kilómetros al sureste de Drawsko Pomorskie, y a 93 kilómetros al este de la capital regional Szczecin.